# Glaucocroïta
La glaucocroïta és un mineral de la classe dels silicats, que pertany al grup de l'olivina. Rep el seu nom del grec γλαυκός blau cel i χρώσις colorant, en al·lusió al seu color.

## Característiques
La glaucocroïta és un nesosilicat de fórmula química CaMn2+SiO₄. Va ser aprovada com a espècie vàlida per l'Associació Mineralògica Internacional l'any 1975. Cristal·litza en el sistema ortoròmbic. La seva duresa a l'escala de Mohs és 6.
Segons la classificació de Nickel-Strunz, la glaucocroïta pertany a «9.AC - Nesosilicats sense anions addicionals; cations en coordinació octaèdrica [6]» juntament amb els següents minerals: faialita, forsterita, kirschsteinita, laihunita, liebenbergita, tefroïta, monticel·lita, brunogeierita, ringwoodita i chesnokovita.

## Formació i jaciments
Va ser descoberta l'any 1899 a la mina Franklin, a Franklin, al comtat de Sussex de Nova Jersey (Estats Units). També ha estat descrita a Suècia, Sud-àfrica, Rússia, Namíbia i Japó.